# Station Canada Water
Station Canada Water is een ondergronds station aan de East London Line van London Overground en aan de Jubilee Line van London Underground. Het station is geopend in 1999.

## Geschiedenis
In 1971 werd begonnen met de aanleg van de Fleet Line die onder Strand en Fleet Street het West End met het gebied rond Greenwich moest verbinden. De delen ten oosten van Charing Cross werden in 1971 goedgekeurd maar gebrek aan fondsen betekende echter dat de aanleg vlak ten westen van Aldwych tot staan kwam. Onderdeel van het plan was station North Surrey Docks ongeveer op de plaats van Canada Water. In 1977 werd de Fleet Line omgedoopt in Jubilee Line in verband met het 25-jarig regeringsjubileum van koningin Elizabeth maar het eerste deel tussen Baker Street en Charing Cross werd echter niet in 1977 geopend. In 1992 werd een nieuw tracébesluit genomen waarin de lijn langs de grote spoorwegstations op de zuidelijke oever zou lopen. Het metrostation bij de kruising van de toenmalige East London Line en de Jubilee Line kwam naast het Canada Water, een vijver die overbleef na de gedeeltelijke demping van het Canada Dock. Omdat de East London Line hier evenmin een station had werd een geheel nieuw gebouw opgetrokken op een braakliggend terrein dat vroeger gebruikt werd door het Albion Dock van de Surrey Commercial Docks. Het station was een van de eerste ontworpen voor de Jubilee Line Extension. In 1993 werd voor een bedrag van £ 21,3 miljoen de bouw gegund aan Wimpey dat later werd overgenomen door Tarmac, de bouw begon in 1995. De bouw moest rekening houden met de hoge grondwaterstand in de voormalige uiterwaard van de Theems en met de bestaande Victoriaanse tunnel van de East London Line. Voor de aanleg werden twee bouwputten haaks op elkaar gebouwd met de wanden-dakmethode, de put voor de Jubilee Line werd 150 meter lang, 23 meter breed en 22 meter diep, die voor de East Londen Line werd 130 meter lang en 13 meter diep om de bestaande tunnel gegraven. Voor het graafwerk kon beginnen moest het grondwaterpeil op de bouwplaats worden verlaagd en in totaal werd 120.000 m³ grond verzet. Een bijzonder aandachtspunt waren de fundamenten twee torenflats van 22 verdiepingen aan weerszijden van de Jubilee tunnel en het gedempte deel van het Canada Dock aan de noordoost kant van het station. De afwerking betekende de sloop van de 19e-eeuwse tunnelwanden en de bouw van perrons boven het perron van de Jubilee Line. De uitvoering hiervan betekende dat de metrodienst moest worden onderbroken wat door de Underground werd aangegrepen om onderhoud aan de Theemstunnel uit te voeren. De East London Line doet sinds 19 augustus 1999 het station aan en de Jubilee Line volgde op 17 september 1999. Op 27 april 2010 werd de East London Line overgenomen van de Underground door de overground. In 2012 werden scenes voor de eerste aflevering van het Brits-Amerikaanse spionagedrama, Hunted (tv-serie) door BBC / Cinemax opgenomen. Het gebied rondom het Station Canada Water wordt in de toekomstvisie London Plan uit 2004/2015 aangemerkt als een van de 38 opportunity areas in Groot-Londen (gebieden met goede ontwikkelingsmogelijkheden). Canada Water was het eerste metrostation dat een geldschieter kreeg. Nestlé betaalde tijdens de London Marathon van 2015 £ 110.000 om haar Buxton Water aan te prijzen. De logo's van de metro en met de stationsnaam kregen in het kader hiervan de huisstijl van Nestlé. Door deze acties wil Transport for London extra inkomsten naast de kaartverkoop genereren.

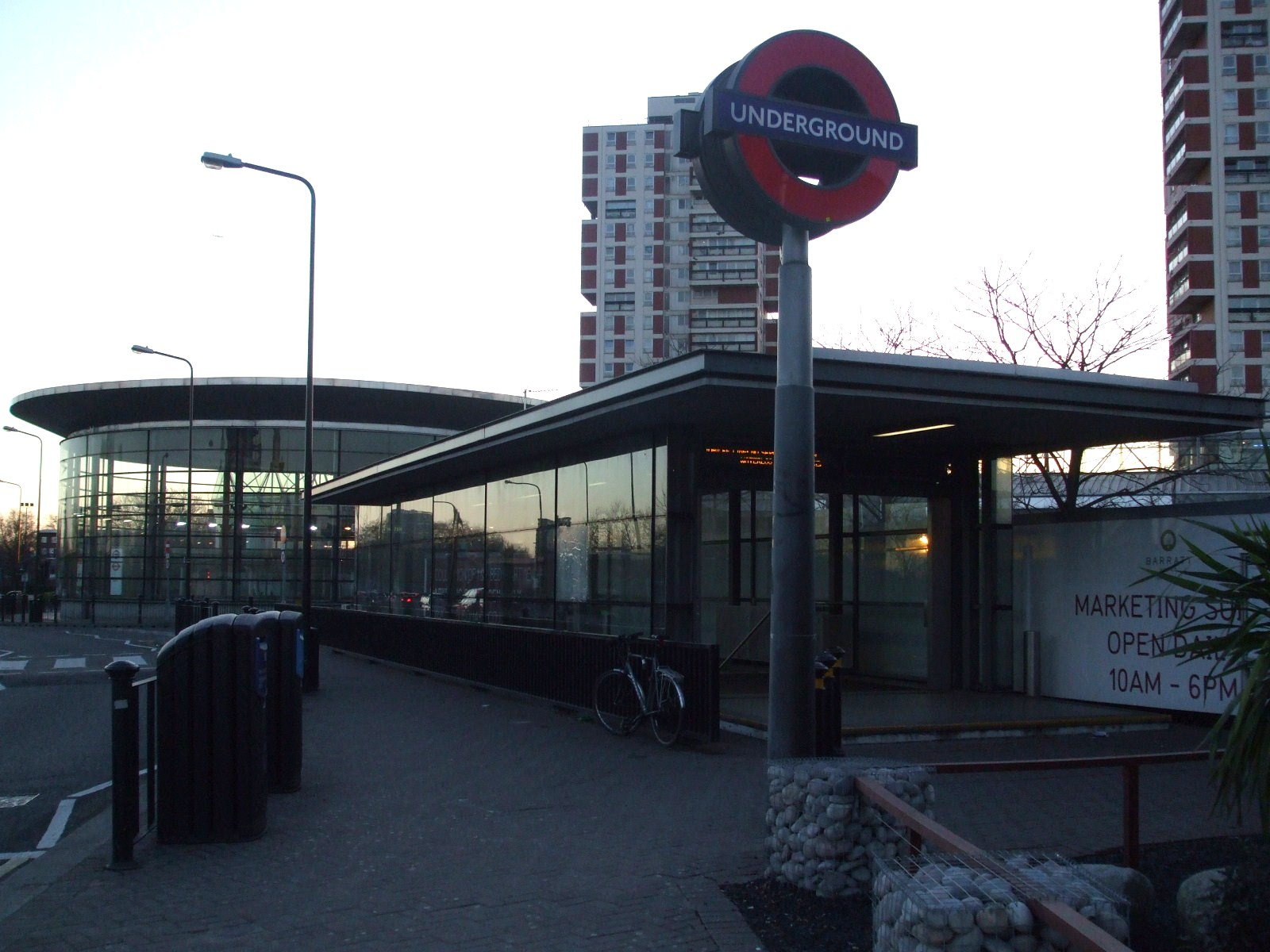
De noordelijke toegang langs Surrey Quays Road
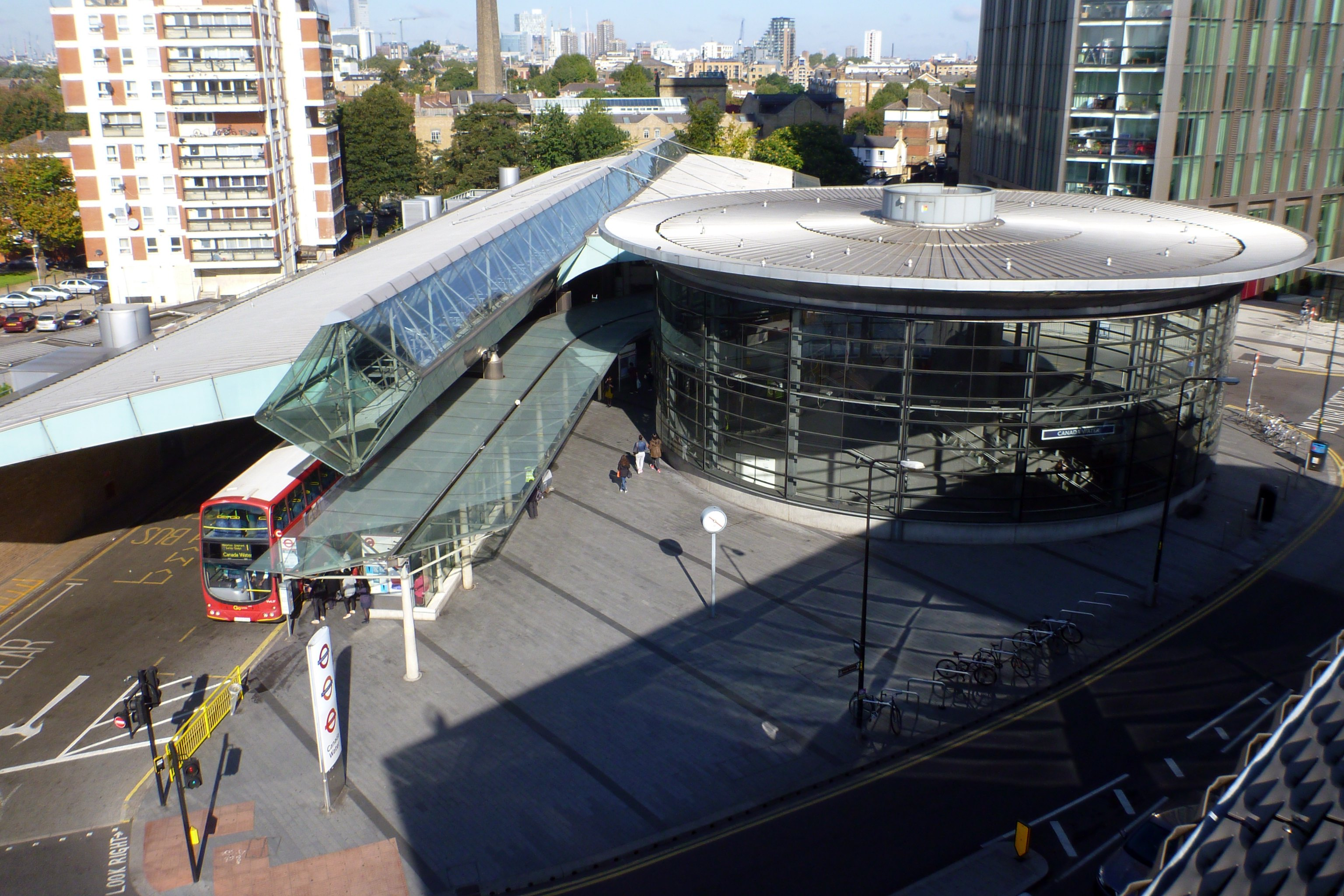
Het busstation en metrostation gezien uit het zuiden.
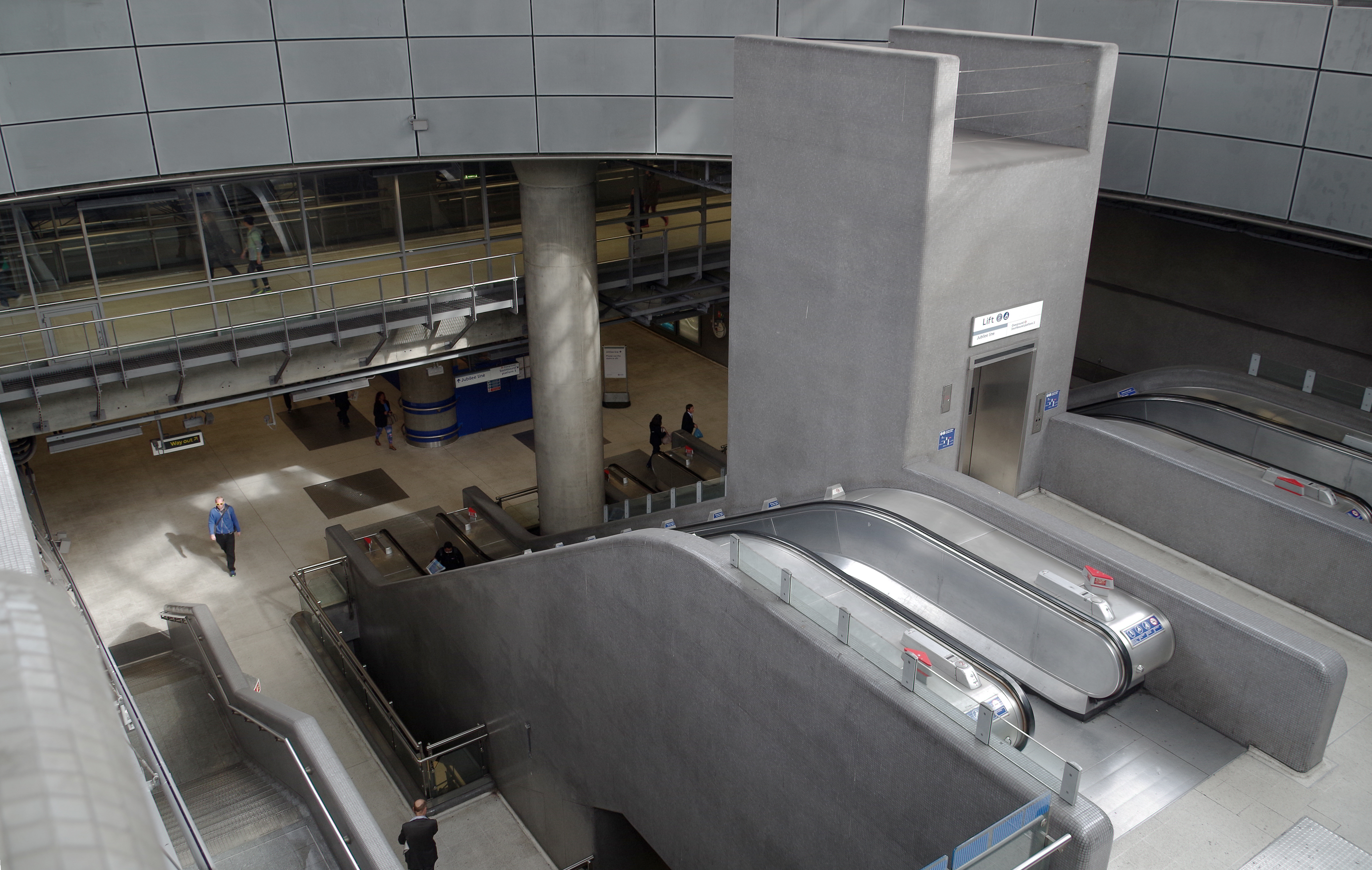
Roltrappen en liften tussen verdeelhal en perron

## Architectuur
Het station is het eerste dat werd ontworpen voor de Jubilee Line Extension (JLE). De hoofdarchitect van de metro van Hong Kong, Roland Paoletti, beschreef het als "het enige station van de JLE dat is gebouwd volgens de strikte technische specificaties van een overstapstation in Hong Kong." In 2000 werd het station bekroond met de “Civic Trust Building of the Year Award”, in 2001 gevolgd door de “Interchange Awards' Medium Size Project of the Year”.

### Bovengronds
Het station ligt vlak ten noorden van het kruispunt van de Surrey Quays Road en de Deal Porters Way. Het toegangsgebouw is een glazen trommel, met een doorsnee van 25 meter, die vergelijkbaar is met het bakstenen gebouw van Charles Holden bij arnos Grove aan de Piccadilly Line. Deze moderne versie van het ronde gebouw, dat werd ontworpen door Bruno Happold, is net als de andere stations van de JLE ontworpen met het doel zoveel mogelijk daglicht in het station te krijgen. In het gebouw dalen de reizigers af tot de gang tussen de noordelijke toegang aan de Surrey Quays Road en de verdeelhal op 6,5 m diepte boven de sporen van de East London Line. Een derde toegang ligt op de zuidwest hoek van de bibliotheek aan de overkant van Surrey Quays Road naast Canada Water. Achter de toegangspoortjes lopen trappen, liften en roltrappen onder in de glazen trommel naar de overstaptunnel onder de East London Line zodat het daglicht tot vlak boven de perrons van de Jubilee Line kan komen. Naast de trommel ligt aan de westkant een overkapt busstation dat is ontworpen door Eva Jiřičná. Het busstation is het knooppunt voor busdiensten in de Rotherhithe en Bermondsey. Het busstation is ingepast in de beperkte ruimte tussen de glazen trommel en de ventilatieschachten. Het 100 m lange dak van glas en aluminium wordt gedragen door 16 meter lange spanten tussen een rij kolommen aan de oostkant en een muur aan de westkant. Door deze overkapping wordt het geluid gedempt richting de woontorens en zijn de reizigers beschut.

### Ondergronds
Ondergronds is het station een enorme betonnen doos die groot genoeg is om de wolkenkrabbers van Canary Wharf op hun kant in te leggen. Rondom dragen betonnen palen de straat en het busstation, deze palen kunnen theoretisch een gebouw van negen verdiepingen hebben. Vier liften en acht roltrappen met een gemiddeld hoogte verschil van 6,5 meter verbinden het straatniveau met de lagere delen van het station. Ondergronds zijn er drie lagen, de eerste met winkels, kaartverkoop en de verdeelhal ligt direct onder de straat op 6,5 meter diepte. Op 11 meter diepte liggen de perrons van de East London Line, het westelijke perron is met eigen (rol)trappen en liften verbonden met de verdeelhal, het oostelijke perron is bereikbaar vanaf een onderbreking in de (rol)trappen tussen de verdeelhal en de Jubilee Line onder in de trommel. Het westelijke perron is rechtstreeks met roltrappen verbonden met het eilandperron van de Jubilee Line op 22 meter diepte. Het oostelijke perron is naast de roltrappen ook met een vaste trap verbonden met het eilandperron. De sporen en het eilandperron zijn gescheiden door perronschermen met perrondeuren.

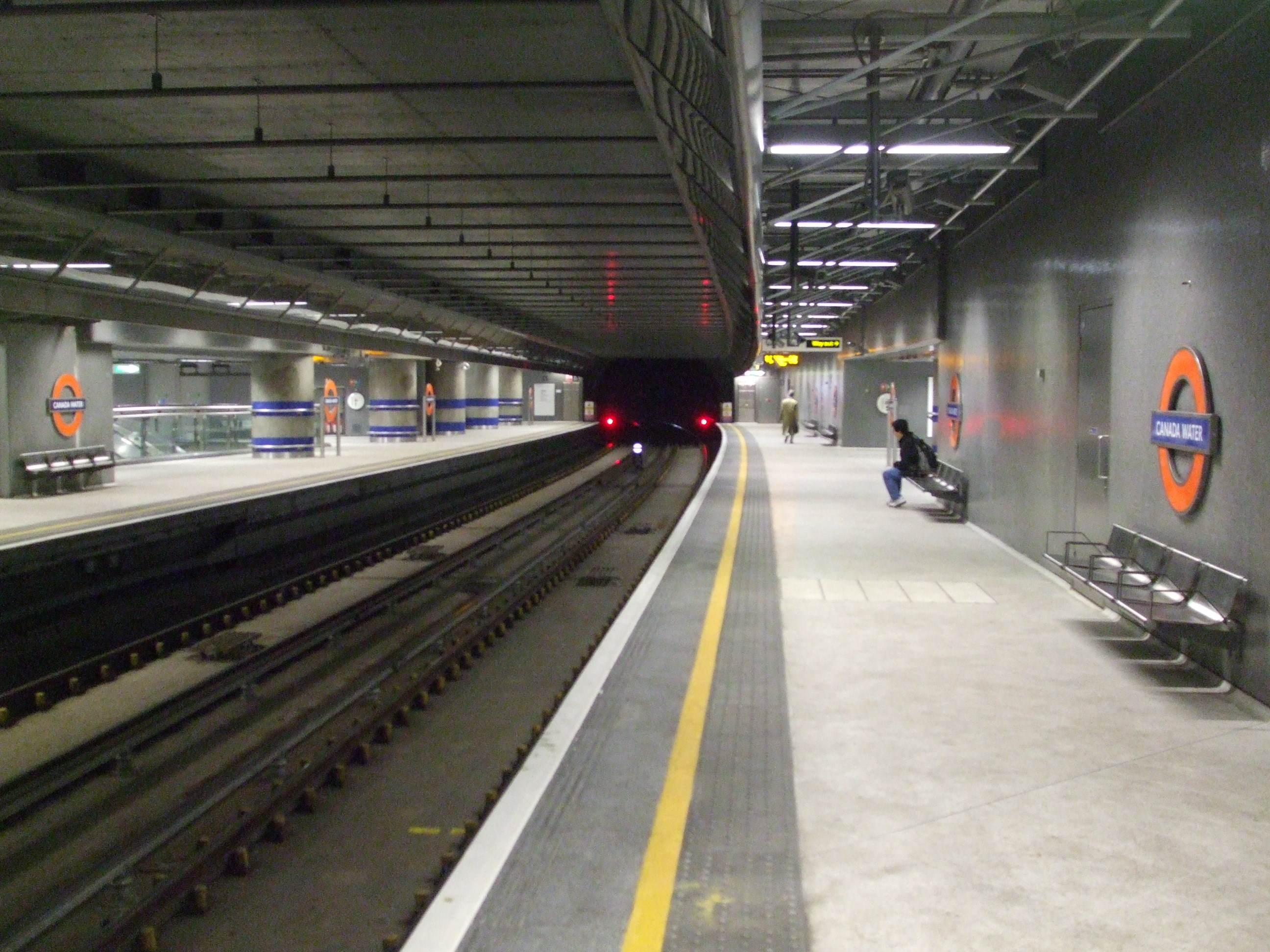
De East London Line gezien uit het zuiden
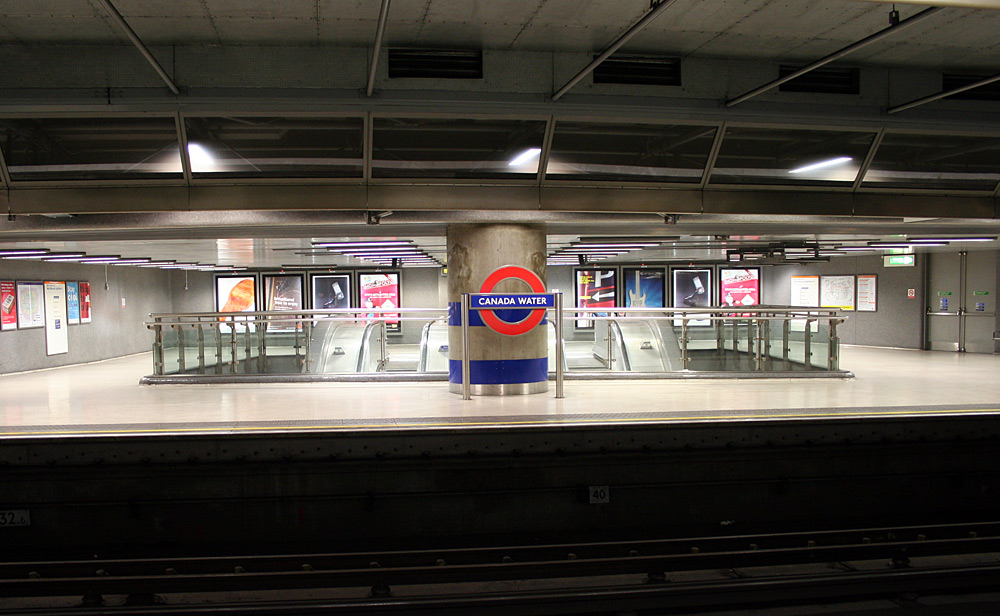
De roltrappen haaks op het westelijke perron
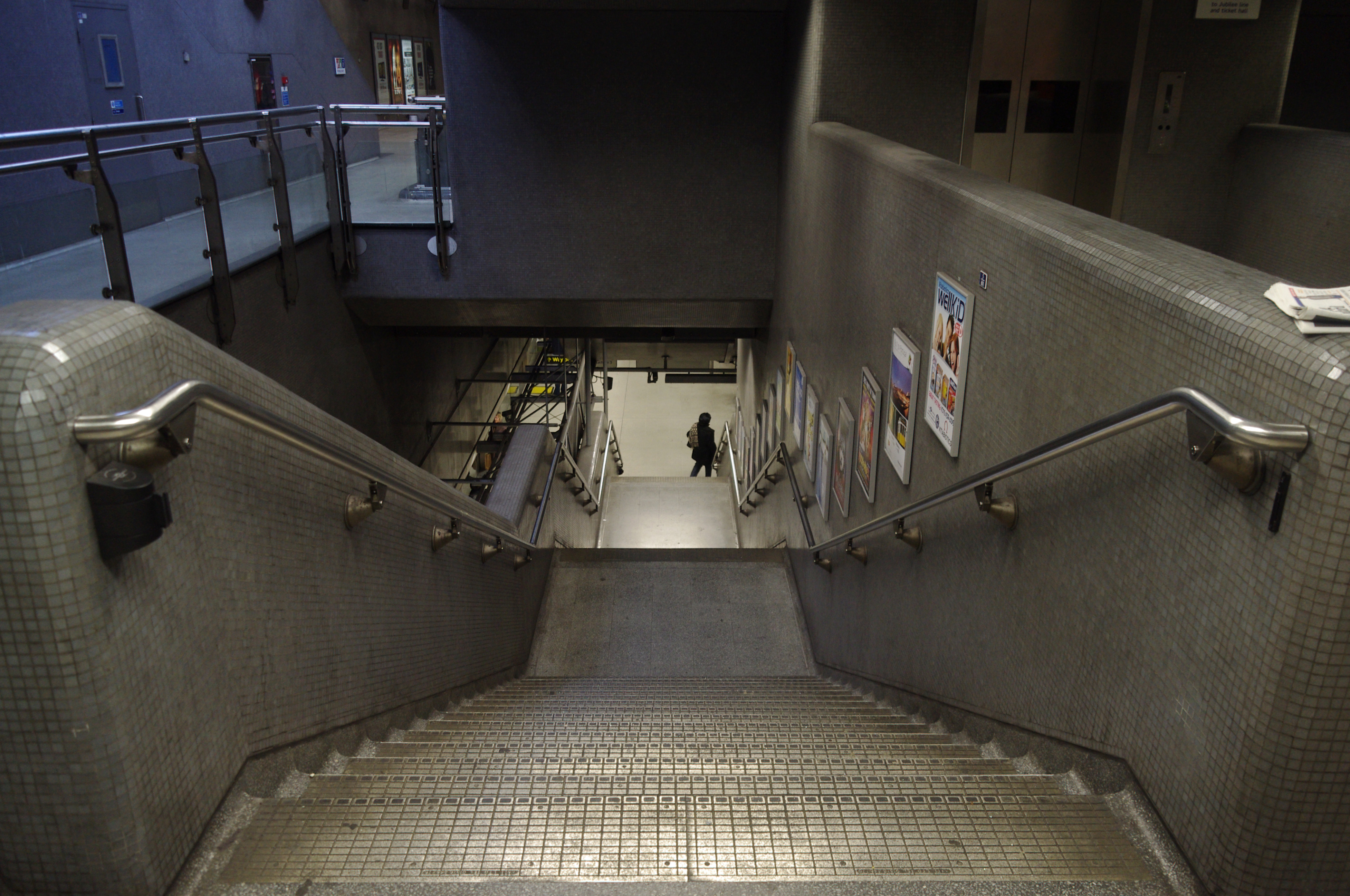
Trap en lift tussen het oostelijke perron en de Jubilee Line (beneden)